# Bassus annulus
Bassus annulus är en stekelart som beskrevs av Chou och Michael J. Sharkey 1989. Bassus annulus ingår i släktet Bassus och familjen bracksteklar. Inga underarter finns listade.